# Acer laurinum
Acer laurinum är en kinesträdsväxtart som beskrevs av Justus Carl Hasskarl. Acer laurinum ingår i släktet lönnar, och familjen kinesträdsväxter. Inga underarter finns listade i Catalogue of Life.